# Sangoen
Sangoen és el nom que rep una cultura del Paleolític caracteritzada per emprar eines d'ossamentes animals i pedra desenvolupada al voltant de l'actual Etiòpia. Va florir aproximadament fa uns 100.000 anys i rep el nom de Sango Bay, a Uganda, on es van trobar els primers jaciments d'aquest tipus. Es tractava d'una societat caçadora-recol·lectora i el seu entorn contenia boscos i planúries, pel tipus d'eines trobades. Posteriorment, es va haver d'adaptar a les condicions cada cop més àrides de la regió.
El terme és controvertit, ja que troballes més recents fan pensar que es tracti d'un concepte paraigua que engloba diverses cultures separades pel temps i l'espai (tota l'Àfrica central)
Les eines més freqüents són pics en forma de triangle, destrals de mà, raspadors i eines de fulla ampla que semblen pensades per treballar la fusta.